# 紗榮子
紗榮子（日语：／ Saeko，1986年11月16日—），是出身於日本宮崎縣宮崎市的女演員，堀越高等學校畢業。

## 人物
日本国会议员道休誠一郎的姪女。早期以「道休紗榮子」名義出道。2006年考入早稻田大學人間科學部人間情報學系的函授課程，2007年11月11日與日本職棒火腿鬥士隊的伊朗裔投手達比修有奉子成婚。2008年12月，宣佈改以本名「達比修紗榮子」的身份繼續寫部落格，轉行從事服飾相關產業。2010年2月26日生下第二胎。
達比修有疑似外遇，因而決定離婚，但離婚協議遲遲無進展。其原因在於達比修有不願分財產，紗榮子則要求得到先生一半簽約費用及廣告收入，將近5億日幣財產。 2012年1月19日，由於達比修有答應支付贍養費，於是離婚成立，以現在藝名活動。

## 演出作品

### 電視
- 金錢Get You!!（2001年6月10日、日本電視台）
- 小春5（2001年7月2日〜10月1日、東海電視台）
- なつのひかり。（2004年2月14日、日本電視台） 飾 阿部薫子
- 天花（2004年3月29日 - 9月25日、NHK） 飾 佐藤由加
- 愛情一本（2004年7月10日 - 9月18日、日本電視台） 飾 柴田みりん
- 27歲的暑假（2005年6月30日、TBS） 飾 Milk
- Be-Bop High School 2（2005年8月17日、TBS） 飾 希
- 東大特訓班（2005年7月8日 - 9月16日、TBS） 飾 小林麻紀
- 金田一少年之事件簿「吸血鬼伝説殺人事件」（日本電視台、2005年9月24日） 飾 加爾
- 今夜獨自一人的床（2005年10月20日 - 12月22日、TBS） 飾 寺尾舞子
- The Hit Parade~改變演藝圈的男人·渡邊晉物語~（2006年5月26·27日、富士電視台） 飾 田中好子
- 美味求婚（2006年4月23日 - 6月25日、TBS） 飾 淺倉美智
- DRAMA COMPLEX 「たくさんの愛をありがとう」（2006年4月4日、日本電視台） 飾 滝川萌
- 真實的恐怖故事-夏之特別編2006 「就在那裡！」 飾 永森沙也加 （2006年8月22日、富士電視台）
- DRAMA COMPLEX 「沖縄從軍少女看護隊～最後的南丁格爾～」（2006年8月22日、日本電視台） 飾 仲根悦子
- 交響情人夢（2006年10月16日 - 12月25日 、富士電視台） 飾 佐久櫻
- Good Job（2007年3月26日 - 3月30日、NHK） 飾 二岡智美
- 情定大飯店（2007年4月 - 6月 朝日電視台） 飾 森本茜
- 櫻桃小丸子 20年後的同學會SP（2007年7月12日、富士電視台） 飾 大人版小玉同學
- 朝5晚9～愛上我的和尚～ （2015年10月12日 — 12月14日、富士電視台） 飾 毛利真沙子
- 東大特訓班2 （2021年4月25日、6月27日，TBS）飾 小林麻紀（※第一話、最終話特別出演）

### 綜藝節目
- 偶像之路（2003年4月 - 2004年3月、富士電視721）
- 校園瘋神榜（2003年4月 - 2005年3月、TBS）
- 超再現!Mystery（2012年4月 - 2012年8月 、日本電視台）
- 閃亮亮☆Girly mama（2012年10月5日 - 2014年9月19日、朝日電視台）

### 電影
- 小島之戀（2003年2月） 飾 鶴姫
- 鬼來電（2004年1月、東寶） 飾 女高中生
- ZOO SEVEN ROOMS（2005年3月、東映VIDEO） 飾 麻里
- NANA、東寶（2005年9月） 飾 川村幸子
- 游移之心（2006年6月、Naked Inc）飾 浦坂愛
- Backdancers!（2006年9月、GAGA CORPORATION）飾 永倉愛子
- Sugar and Spice 風味絶佳（2006年9月、東寶） 飾 沙繪
- 人中之龍 電影版（2007年3月、東寶） 飾 唯
- 塵封筆記本（2007年9月、東寶） 飾 池内漢娜
- Gachi☆Boy（2008年3月、東寶）飾 朝岡麻子

## 外部連結
- タレントデータバンク 『注目!インタビュー』 サエコ （页面存档备份，存于）
- 紗栄子(Saeko)オフィシャルブログ Powered by Ameba （页面存档备份，存于） - ブログ
- Saeko(OFFICIAL的X（前Twitter）
- SAEKO♡的Instagram帳戶
- 紗榮子的Facebook專頁
- YouTube上的紗榮子頻道